# Việt Trì Stadium
Việt Trì Stadium – stadion piłkarski w Việt Trì w Wietnamie. Na tym stadionie gra swoje mecze drużyna Phú Thọ FC. Arena została wybudowana w 1960 roku, a jej pojemność wynosi 20 000 siedzeń.

## Historia
Stadion powstał w latach 60. XX w., jednak w 2005 roku przeprowadzono remont obiektu, na który wydano około 100 miliardów đồngów.

## Położenie
Stadion znajduje się w południowej części miasta, kilkaset metrów od Rzeki Czerwonej.